# David Vazquez
David Vazquez Lopez (ur. 10 lutego 1979) – hiszpański kolarz górski, mistrz Europy.

## Kariera
Największy sukces w karierze David Vazquez osiągnął w 2006 roku, kiedy zwyciężył w downhillu podczas mistrzostw Europy. Ponadto dwukrotnie stawał na podium klasyfikacji generalnej Pucharu Świata w kolarstwie górskim w downhillu: w sezonie 1998 był drugi za Francuzem Nicolasem Vouillozem, a w sezonie 2000 był trzeci za Vouillozem i Brytyjczykiem Stevenem Peatem. Nigdy nie zdobył medalu na mistrzostwach świata. Nigdy też nie wystąpił na igrzyskach olimpijskich. 